# La Gazette des sourds-muets
La Gazette des sourds-muets est une revue de la presse écrite sur la culture sourde qui paraît en France du 15 octobre 1890 à 1960. Cette gazette est remplacée par La Voix du sourd, dirigé par la Fédération nationale des sourds de France.

## Histoire
Cette gazette est créée le 15 octobre 1890 par J. Henri Rémy,.

### Directeur[3]
- 1890-? : J. Henri Rémy
- ? - 1932 : Henri Gaillard
- 1932-1960 : Eugène Rubens-Alcais